# イェヴレボリ県

イェヴレボリ県
Gävleborgs län

イェヴレボリ県（イェヴレボリけん、Gävleborgs län）とは、スウェーデンの県のひとつで略号はX。県庁所在地はイェヴレ（Gävle）で、1万8200平方キロメートル。2017年現在の人口は28万5452人。ウプサラ県の北西に位置し、バルト海に面している。県の面積の大部分を森林が占めているので、産業は林業や製紙業が中心である。他にも製鉄業も営まれており、サンドビック(Sandvik)はその本社を県南部のサンドヴィーケン(Sandviken)に置いており、[オーヴァスコ・スティール](Ovako Steel)はその西隣のホーフォシュ(Hofors)に工場をもっている。農業は耕地面積が少ないこともあって、産業全体に占める割合は林業に比べて少ない。

## 市
イェヴレボリ県には10の市がある。(アルファベット順)
- ボルネス (Bollnäs)
- イェヴレ (Gävle)
- ホーフォシュ (Hofors)
- フーディックスヴァル (Hudiksvall)
- ユースダール (Ljusdal)
- ノーダンスティーグ (Nordanstig)
- オッケルボー (Ockelbo)
- オーヴァノーケル (Ovanåker)
- サンドヴィーケン (Sandviken)
- セーデルハムン (Söderhamn)

|                            |
| イェヴレボリ県下の市の位置 |

## リンク
- イェヴレボリ県庁の公式サイト
- の地域開発協議会
- X-trafik (イェヴレボリ県交通局)
- サンドヴィーク (Sandvik)
- オーヴァコ・スティール (Ovako Steel)